# Andrea Solari

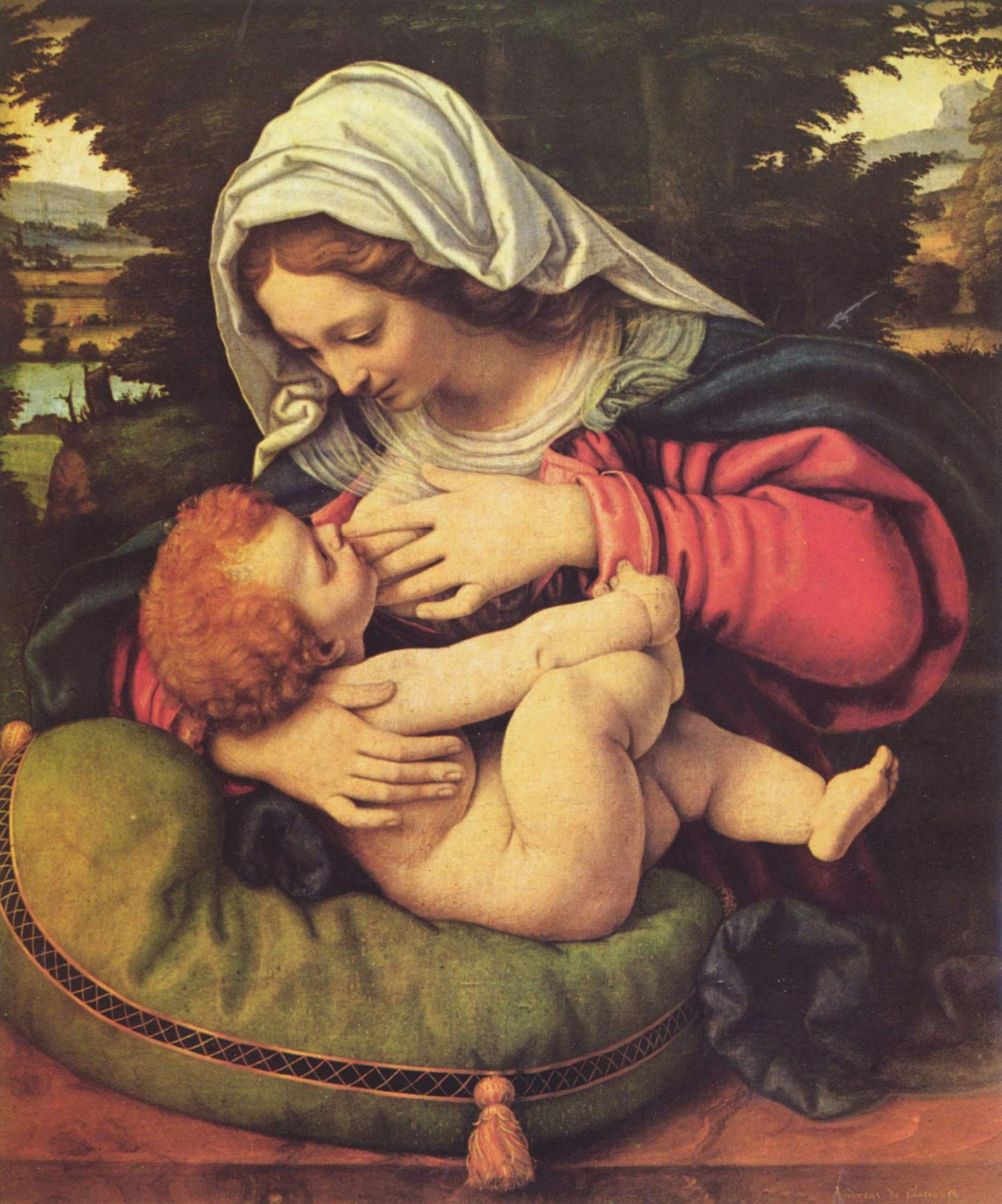
Maria lactans ou Maria com a almofada verde, obra de Solario (Museu do Louvre)

Andrea Salaino (também Solario) (1460 - 1524) foi um pintor italiano do Renascimento. Foi um dos mais importantes seguidores de Leonardo da Vinci e irmão de Cristoforo Solari, com quem aprendeu a pintar.